# Conseil national de l'enseignement agricole
Ne doit pas être confondu avec Conseil national de l'enseignement agricole privé.
Le Conseil national de l'enseignement agricole (CNEA) est un organe consultatif placé auprès du ministère de l'agriculture afin de donner son avis sur les questions relatives à l'enseignement agricole. Il est créé par la loi du 9 juillet 1984 portant rénovation de l'enseignement agricole public.

## Missions
Le Conseil national de l'enseignement agricole donne obligatoirement son avis sur tout avant-projet de loi ou de décret concernant l'enseignement agricole. Il peut être saisi pour avis de toute question de son ressort par un quart de ses membres ou par le Gouvernement. Il donne un avis sur le projet de schéma prévisionnel national des formations de l'enseignement agricole lequel est arrêté pour une période de cinq années par le ministre de l'agriculture.
Le Conseil national de l'enseignement agricole assure la représentation de l'enseignement agricole au sein du Conseil supérieur de l'éducation.
Il existe par ailleurs un Conseil national de l'enseignement supérieur et de la recherche agricole, agro-alimentaire et vétérinaire (CNESERAAV) également placé auprès du ministre de l'agriculture.
Dans chaque région siège un Comité régional de l'enseignement agricole composé de représentants des mêmes catégories que celles du conseil national et dans les mêmes proportions. Il est saisi pour avis du projet de schéma prévisionnel régional des formations lequel doit comporter une section relative à l'enseignement agricole.

## Composition
Le Conseil national de l'enseignement agricole est présidé par le ministre de l'agriculture.
Il est composé de soixante-quatre membres dont huit représentants de l'État, trois représentants des régions, trois représentants des établissements publics intéressés, six représentants des associations et organismes responsables d'établissements d'enseignement agricole privés ayant passé un contrat avec l'État, vingt représentants des organisations syndicales représentatives des personnels des établissements d'enseignement agricole publics et privés, dix représentants des organisations représentatives des parents d'élèves de l'enseignement agricole, dix représentants des organisations professionnelles et syndicats représentatifs des employeurs, des exploitants et des salariés agricoles, quatre représentants des élèves et étudiants. Le conseil peut également comprendre, à titre consultatif et dans la limite du dixième de ses membres, des personnalités désignées en raison de leurs compétences.